# Limnophora longiseta
Limnophora longiseta este o specie de muște din genul Limnophora, familia Muscidae, descrisă de Fritz Isidore van Emden în anul 1951.
Este endemică în Uganda. Conform Catalogue of Life specia Limnophora longiseta nu are subspecii cunoscute.